# Wagner Lopes
Wágner Augusto Lopes (ur. 29 stycznia 1969 w France) – japoński piłkarz brazylijskiego pochodzenia, reprezentant kraju grający na pozycji napastnika.

## Kariera klubowa
Lopes urodził się we Franca w stanie São Paulo i jako młodzieniec reprezentował São Paulo FC. Drużyna z Lopesem w składzie zdobyła Mistrzostwo stanu São Paulo w 1987 oraz Mistrzostwo Brazylii w 1986.  W 1987, po dwóch latach gry w seniorskiej drużynie, przeniósł się do Japonii i podpisał kontrakt z klubem Japan Soccer League Nissan Motors. Od 1988 do 1990 klub zdobył wszystkie trzy główne tytuły mistrzowskie w Japonii: Mistrzostwo J1 League w sezonie 1988/89, 1989/90, Puchar Cesarza Japonii w 1988 i 1989 oraz JSL Cup w latach 1988, 1989, 1990.
Lopes przeniósł się do Hitachi (później Kashiwa Reysol) w 1990. W 1992 Japan Soccer League została rozwiązana, a klub dołączył do nowej Japan Football League (JFL). Od sezonu 1995 występował w drużynie Honda. Wraz z zespołem zdobył mistrzostwo Japan Football League w 1996.
Przeniósł się do klubu J1 League Bellmare Hiratsuka w 1997, grając z Hidetoshim Nakatą. Jednak opuścił klub pod koniec sezonu 1998 z powodu trudności finansowych i przeniósł się do Nagoya Grampus Eight, zdobywając Puchar Cesarza Japonii w 1999.
Pod koniec swojej kariery Lopes grał w F.C. Tokyo (2001) i Avispa Fukuoka (2001–2002). Karierę piłkarską zakończył w 2002.
| Sezon   | Klub               | Kraj     | Rozgrywki                     | Mecze | Bramki |
| ------- | ------------------ | -------- | ----------------------------- | ----- | ------ |
| 1987/88 | São Paulo FC       | Brazylia | Campeonato Brasileiro Série A |       |        |
| 1987/88 | Nissan Motors      | Japonia  | J1 League                     | 21    | 8      |
| 1988/89 | Nissan Motors      | Japonia  | J1 League                     | 15    | 3      |
| 1989/90 | Nissan Motors      | Japonia  | J1 League                     | 13    | 1      |
| 1990/91 | Kashiwa Reysol     | Japonia  | J2 League                     | 23    | 33     |
| 1991/92 | Kashiwa Reysol     | Japonia  | J1 League                     | 20    | 4      |
| 1992    | Kashiwa Reysol     | Japonia  | J2 League                     | 17    | 3      |
| 1993    | Kashiwa Reysol     | Japonia  | J2 League                     | 18    | 18     |
| 1994    | Kashiwa Reysol     | Japonia  | J2 League                     | 18    | 17     |
| 1995    | Honda FC           | Japonia  | J2 League                     | 30    | 31     |
| 1996    | Honda FC           | Japonia  | J2 League                     | 30    | 36     |
| 1997    | Bellmare Hiratsuka | Japonia  | J1 League                     | 27    | 18     |
| 1998    | Bellmare Hiratsuka | Japonia  | J1 League                     | 29    | 18     |
| 1999    | Nagoya Grampus     | Japonia  | J1 League                     | 23    | 13     |
| 2000    | Nagoya Grampus     | Japonia  | J1 League                     | 28    | 10     |
| 2001    | F.C. Tokyo         | Japonia  | J1 League                     | 10    | 3      |
| 2001    | Avispa Fukuoka     | Japonia  | J1 League                     | 8     | 7      |
| 2002    | Avispa Fukuoka     | Japonia  | J2 League                     | 19    | 6      |

## Kariera reprezentacyjna
We wrześniu 1997, Lopesowi zostało przyznane japońskie obywatelstwo. Karierę reprezentacyjną rozpoczął 28 września 1997 w meczu przeciwko Korei Południowej, przegranym 1:2. 
Był ważnym zawodnikiem reprezentacji podczas eliminacji do Mistrzostw Świata 1998, zakończonych awansem do turnieju. Po otrzymaniu powołania na turniej finałowy zagrał w trzech meczach grupowych z Argentyną, Chorwacją i Jamajką. 
Powołany był także na Copa América 1999, gdzie wystąpił w trzech spotkaniach fazy grupowej z Peru (bramka), Paragwajem i Boliwią (bramka). 
Po raz ostatni w reprezentacji zagrał 8 września 1999 w meczu przeciwko Iranowi, zremisowanym 1:1. Łącznie Wagner Lopes w latach 1997–1999 wystąpił w 20 spotkaniach, w których strzelił 5 bramek.
| Mecze i gole w reprezentacji | Mecze i gole w reprezentacji | Mecze i gole w reprezentacji | Mecze i gole w reprezentacji | Mecze i gole w reprezentacji | Mecze i gole w reprezentacji | Mecze i gole w reprezentacji |
| #                            | Data                         | Miasto                       | Przeciwnik                   | Gol                          | Wynik                        | Rozgrywki                    |
| ---------------------------- | ---------------------------- | ---------------------------- | ---------------------------- | ---------------------------- | ---------------------------- | ---------------------------- |
| 1.                           | 28.09.1997                   | Tokio                        | Korea Południowa             |                              | 1:2                          | El. MŚ 1998                  |
| 2.                           | 04.10.1997                   | Ałmaty                       | Kazachstan                   |                              | 1:1                          | El. MŚ 1998                  |
| 3.                           | 11.10.1997                   | Taszkent                     | Uzbekistan                   | Gol                          | 1:1                          | El. MŚ 1998                  |
| 4.                           | 26.10.1997                   | Tokio                        | Zjednoczone Emiraty Arabskie | Gol                          | 1:1                          | El. MŚ 1998                  |
| 5.                           | 01.11.1997                   | Seul                         | Korea Południowa             | Gol                          | 2:0                          | El. MŚ 1998                  |
| 6.                           | 16.11.1997                   | Johor Bahru                  | Iran                         |                              | 3:2                          | El. MŚ 1998                  |
| 7.                           | 15.02.1998                   | Adelajda                     | Australia                    |                              | 3:0                          | towarzyski                   |
| 8.                           | 17.05.1998                   | Tokio                        | Paragwaj                     |                              | 1:1                          | towarzyski                   |
| 9.                           | 24.05.1998                   | Jokohama                     | Czechy                       |                              | 0:0                          | towarzyski                   |
| 10.                          | 14.06.1998                   | Tuluza                       | Argentyna                    |                              | 0:1                          | MŚ 1998                      |
| 11.                          | 20.06.1998                   | Nantes                       | Chorwacja                    |                              | 0:1                          | MŚ 1998                      |
| 12.                          | 26.06.1998                   | Lyon                         | Jamajka                      |                              | 1:2                          | MŚ 1998                      |
| 13.                          | 28.10.1998                   | Osaka                        | Egipt                        |                              | 1:0                          | towarzyski                   |
| 14.                          | 31.03.1999                   | Tokio                        | Brazylia                     |                              | 0:2                          | towarzyski                   |
| 15.                          | 03.06.1999                   | Tokio                        | Belgia                       |                              | 0:0                          | towarzyski                   |
| 16.                          | 06.06.1999                   | Jokohama                     | Peru                         |                              | 0:0                          | towarzyski                   |
| 17.                          | 29.06.1999                   | Asunción                     | Peru                         | Gol                          | 2:3                          | Copa América 1999            |
| 18.                          | 02.07.1999                   | Asunción                     | Paragwaj                     |                              | 0:4                          | Copa América 1999            |
| 19.                          | 05.07.1999                   | Pedro Juan Caballero         | Boliwia                      | Gol                          | 1:1                          | Copa América 1999            |
| 20.                          | 08.09.1999                   | Jokohama                     | Iran                         |                              | 1:1                          | towarzyski                   |

### Statystyki
| Reprezentacja Japonii | Reprezentacja Japonii | Reprezentacja Japonii |
| Rok                   | Mecze                 | Gole                  |
| --------------------- | --------------------- | --------------------- |
| 1997                  | 6                     | 3                     |
| 1998                  | 7                     | 0                     |
| 1999                  | 7                     | 2                     |
| Razem                 | 20                    | 5                     |

## Kariera trenerska
Lopes rozpoczął karierę jako asystent Vágnera Manciniego w drużynie Paulista FC w 2005. Opuścił klub w 2007 ze względu na problemy zdrowotne, ale wrócił w grudniu 2009. Początkowo był tymczasowym trenerem na sezon 2010, a 23 lutego ostatecznie został mianowany menadżerem. W maju tego samego roku zrezygnował, a następnie został mianowany menadżerem PAES.
Lopes wrócił do Paulisty w 2011, i poprowadził drużynę do zwycięstwa w mistrzostwach stanowych Copa Paulista, po czym wrócił do Japonii i został mianowany zastępcą trenera Gamby Osaka. W październiku 2012 został przedstawiony jako trener Comercialu. Następnie podjął pracę w São Bernardo.
W sezonie 2014 Lopes trenował Botafogo-SP, Criciúma oraz Atlético Goianiense. W następnej kampanii pracował w Goiás oraz Bragantino, po czym powrócił do Atlético Goianiense. 
W kolejnych sezonach pracował w Sampaio Corrêa, Paraná, oraz japońskim Albirex Niigata. Między 2018 a 2020 trenował zespoły, z którymi miał styczność w przeszłość, tj. Paraná, Atlético Goianiense oraz Botafogo-SP.
W sezonie 2021 podjął się pracy trenerskiej w Vila Nova oraz Vitória. Były to ostatnie kluby, w których pracował Lopes.

## Sukcesy

### Zawodnik
São Paulo FC
- Mistrzostwo stanu São Paulo (1): 1987
- Mistrzostwo Brazylii (1): 1986

Yokohama F. Marinos
- Mistrzostwo J1 League (2): 1988/89, 1989/90
- Puchar Cesarza Japonii (2): 1988, 1989
- JSL Cup (3): 1988, 1989, 1990

Kashiwa Reysol
- Mistrzostwo J2 League (1): 1990/91

Honda FC
- Mistrzostwo Japan Football League (1): 1996

Nagoya Grampus
- Puchar Cesarza Japonii (2): 1999

### Trener
Paulista
- Copa Paulista (1): 2011

Atlético Goianiense
- Campeonato Goiano (1): 2019